# Boaventura José Gomes

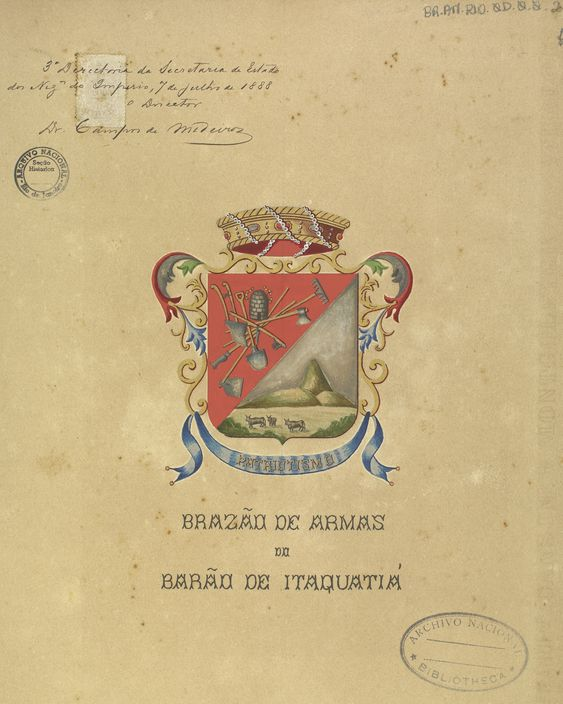
Brasão de Armas do Barão de Itaquatiá.

Boaventura José Gomes, primeiro e único barão de Itaquatiá (Pelotas, RS, 16 de novembro de 1817  — Santana do Livramento, 18 de janeiro de 1902), foi um fazendeiro brasileiro, agraciado barão em 12 de maio de 1888.